# Prosciutto di San Daniele
Prosciutto di San Daniele (DOP) è un prosciutto crudo stagionato riconosciuto prodotto a Denominazione di Origine dal 1970 dallo Stato italiano con la legge n. 507 e dal 1996 dall'Unione europea come prodotto a denominazione di origine protetta (DOP)  perché le sue caratteristiche sono dovute al particolare ambiente geografico, che include fattori naturali e umani.
Viene prodotto nel comune di San Daniele del Friuli, in provincia di Udine secondo modalità definite dal relativo disciplinare di produzione che ha valore di legge. Sui prosciutti certificati viene impresso a fuoco il marchio del consorzio di tutela, che comprende il codice identificativo del produttore.

## Materia prima
Gli unici ingredienti del prosciutto di San Daniele sono cosce di maiali italiani, sale marino e il particolare microclima di San Daniele. Nessun tipo di conservante viene utilizzato. I suini sono nati, allevati e macellati in Italia, in particolare in dieci regioni del centro - nord (Friuli-Venezia Giulia, Piemonte, Lombardia, Emilia-Romagna, Veneto, Marche, Umbria, Toscana, Lazio, Abruzzo). Tutte le fasi di trasformazione e lavorazione del prodotto (dalla coscia fresca al prosciutto crudo stagionato) devono avvenire all'interno dei confini del comune di San Daniele del Friuli.
Il ciclo produttivo dura almeno 13 mesi. Le cosce che arrivano a San Daniele del Friuli devono avere un peso non inferiore a 12 kg e conservare lo «zampino», che oltre a rappresentare un omaggio alla tradizione, permette di mantenere l'integrità biologica della coscia e agevola il drenaggio dell'umidità.

## Fasi di lavorazione

Un ago per puntatura

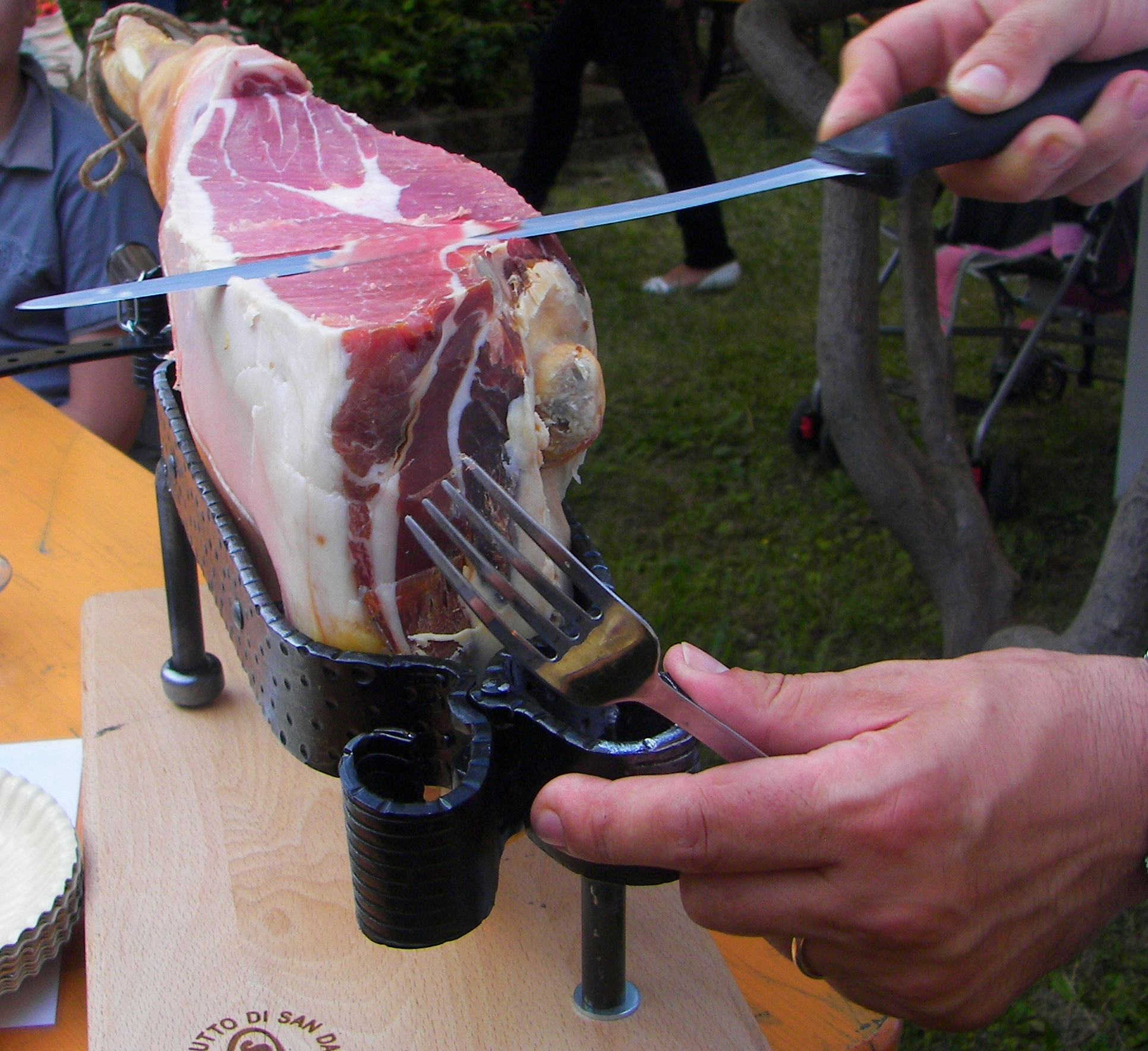
Taglio tradizionale a coltello del prosciutto di San Daniele

Le fasi di lavorazione sono nell'ordine: 
- il raffreddamento e la rifilatura delle cosce che dopo aver passato il controllo preliminare di conformità vengono rifilate per favorire la perdita di umidità e conferirgli la tradizionale forma;
- la salatura, dopo le prime 24-48 ore, secondo la tradizione, le cosce vengono coperte di sale e così rimangono per un numero di giorni pari ai chilogrammi del loro peso;
- la pressatura, è una fase tipica ed esclusiva del San Daniele che permette di far penetrare al meglio il sale e dare alla carne una consistenza migliore;
- il riposo, le cosce salate rimangono a riposo in appositi ambienti fino al quarto mese dall'inizio della lavorazione;
- il lavaggio e l'asciugamento;
- la sugnatura, che prevede l'applicazione di un impasto, la sugna, a base di farina di riso e grasso sulla porzione non coperta dalla cotenna per mantenerla morbida;
- la stagionatura che deve prolungarsi fino al compimento del tredicesimo mese dall'inizio della lavorazione; dopo questo periodo minimo l'INEQ (Istituto Nord Est Qualità), autorizzato dal Ministero delle politiche agricole alimentari forestali e del turismo, esegue i controlli che verificano la rispondenza dei prosciutti ai requisiti prescritti dal disciplinare. Solo i prosciutti che rispettano tutti i parametri sono certificati e su di essi viene impresso a fuoco il marchio del consorzio, che comprende il codice identificativo del produttore e costituisce elemento di certificazione e garanzia.

Lungo l'intera lavorazione vengono effettuati i tradizionali controlli periodici, tra cui la puntatura con l'osso di cavallo e la battitura, che è la percussione della cotenna, il tutto per monitorare l'evoluzione del prodotto.

## Caratteristiche chimico-fisiche
La parte magra contiene in media: 2,3% sodio, 58-61% acqua, 29% proteine e 3-4% grassi.

## Caratteristiche organolettiche
Colore uniforme rosso-rosato del magro; profilo e striature di grasso bianco candido; profumo intenso; gusto dolce e delicato con retrogusto più marcato; fette delicate e vaporose; morbidità al taglio.

## Abbinamenti
Si accompagna preferibilmente con un vino bianco friulano (Friulano) oppure in base ai gusti un rosso delicato, ad esempio uno schioppettino del posto.

## Produzione
Nel 2012 sono stati prodotti 2646000 prosciutti per un fatturato totale di 345 milioni di euro con un incremento di 2,5 punti rispetto al 2011.